# Мадлен, принцеса Швеції
Принцеса Мадле́н Терезія Амелія Йозефіна, герцогиня Гельсінгландська і Єстрикландська (швед. Madeleine Thérèse Amelie Josephine, Prinsessan av Sverige, hertiginna av Hälsingland och Gästrikland; нар. 10 червня 1982, Стокгольм, Швеція) — принцеса Швеції, друга донька короля Швеції Карла XVI Густава і королеви Сільвії, їх третя дитина — після Принцеси Вікторії та Принца Карла Філіпа. При хрещенні їй був подарований титул герцогині Гельсінгландської і Єстрикландської (за назвою родових маєтків шведських королів).

## Життєпис
Принцеса Швеції Мадлен народилася 10 червня 1982 року у Королівському палаці (швед. Drottningholm) в Стокгольмі. Вона була охрещена 31 серпня 1982 року в Королівській каплиці і отримала ім'я Мадлен Тереза Амелія Йозефіна. Хресними батьками стали принцеса Данії Бенедикта, принц Андреас фон Саксен-Кобург Готський, принцеса Крістіна, пані Магнусон, пан Вальтер Л. Зоммерлат.
Принцеса Мадлен є молодшою дитиною у родині короля Карла XVI Густафа і королеви Сільвії. Відповідно до шведського закону від 1979 року про правонаступництво, який набув чинності з 1 січня 1980 року, принцеса Мадлен займає четверте місце в лінії спадкоємства на трон, після кронпринцеси Вікторії, принцеси Естель та принца Карла Філіпа.

## Освіта
Принцеса Мадлен розпочала свою освіту в дошкільному приході Вестерлед у 1985 році. Початкову освіту здобула в Броммі. У 1989 році отримала середню освіту в Стокгольмі. Навчалася в гімназії Еншілда, основний курс якої закінчився 20 серпня 1998 року. Її навчання проходило за програмою соціальних наук. Навесні 2000 року вона отримала диплом бакалавра мистецтв школи-гімназії Еншілда.
Принцеса проживала в Англії восени 2001 року з метою вивчення англійської мови. У 2002 році вона вивчала курси законодавства. Восени 2003 року вона взяла участь у дослідній програмі в сфері архітектури та дизайну. Метою програми було отримання практичних знань у царині архітектури, дизайну меблів, а також в області сучасного мистецтва.
З весни 2003 року навчалася в Стокгольмському університеті: завершила студії з історії мистецтв, етнології та історії, а також вступний курс юридичного права. Її есе з історії мистецтва було про королеву Швеції Вікторію (1862—1930), створення Солиденського палацу на острові Еланд. У січні 2006 року — отримала ступінь бакалавра мистецтв в Стокгольмському університеті. Восени 2006 року принцеса повернулася в Стокгольмський університет для розширення знань в галузі міжнародної гуманітарної роботи. Навесні 2007 року вона продовжила навчання в аспірантурі на факультеті Стокгольмського університету в царині соціальної роботи, на тему «Права дітей в суспільстві». Її дослідження також були присвячені університетському курсу з дитячої психології.

## Особисте життя
Мадлен тривалий час мала стосунки з Йонасом Бергстремом у Стокгольмі, але ця пара не могла скріпити себе офіційним шлюбом, оскільки за законом молодша дочка в королівській родині не може вийти заміж до тих пір, поки не вийде заміж старша. 24 лютого 2009 року кронпринцеса Вікторія оголосила про свої заручини, а вже в серпні 2009 року було оголошено і про заручини принцеси Мадлен з Йонасом Бергстремом. Але заручини були раптово розірвані 24 квітня 2010 року.
Шведські газети були збуджені тим, що у Мадлен з'явився черговий шанувальник Матіас Тротціг. Коли ж її попросили прокоментувати ситуацію, вона відповіла, що у «довгому списку шанувальників» Матіас займає далеко не перше місце. 24 жовтня 2012 року батько Принцеси Мадлен король Карл XVI Густав оголосив про заручини Мадлен із Крістофером О'Нілом. Вони познайомилися близько 2 років тому в Нью-Йорку. Крістофер був присутній на хрестинах племінниці Мадлен — доньки кронпринцеси Вікторії Естель. Їхнє весілля відбулося 8 червня 2013 року у Стокгольмі.
Після весілля подружня пара продовжила жити в Нью-Йорку, де принцеса Мадлен працювала у «Всесвітньому фонді дитинства» — благодійній організації, створеній у 1999 році за участю матері Мадлен королеви Сільвії (фонд займається покращенням умов життя дітей у всьому світі, особливо в неблагополучних регіонах).
- 20 лютого 2014 року у Нью-Йорку в подружжя народилася донька Леонор Ліліан Марія[4][5].
- 15 червня 2015 року принцеса народила сина Ніколаса, який став шостим претендентом на трон[6]. Подружжя тривалий час проживало у Лондоні.
- 9 березня 2018 р. у принцеси в 0:41 за стокгольмським часом народилася донька Адріена Жозефіна Аліса у лікарні Дандерид[7][8][9].

## Захоплення
Займається кінним спортом, є членом кінно-спортивного клубу швед. Faeltrittklub в м. Стокгольмі. У квітні 1998 року брала участь в змаганнях в Кеніге, де виборола срібний кубок. У змаганнях вона брала участь під псевдонімом Ганна Свенсон, щоб не привертати зайву увагу публіки та преси. Любить подорожувати.

## Праця
- Другий довгостроковий етап принцеси в освітній програмі почався у січні 2006 року в штаб-квартирі ЮНІСЕФ у Нью-Йорку, в службі захисту дітей ЮНІСЕФ у Нью-Йорку.

Робота принцеси зосереджена на роботі з дітьми в інтернатних закладах, з дітьми у зонах конфлікту, з дітьми, що постраждали від сексуальної експлуатації. Брала участь у конференціях. Брала участь у проектах, які включали освітній захід для молодих матерів, що піддавалися сексуальному насильству і торгівлі людьми.
Основна її діяльність пов'язана з благодійною організацією англ. World Childhood Foundation (в Україні, Білорусі, Бразилії, Естонії, Литві, Молдові, Німеччині, ПАР, Польщі, Росії, Таїланді, Швеції та США). Принцеса Мадлен особисто відвідувала місто Київ до 2006 року та у 2006 році.
- У 2007 році працювала в офісі Всесвітнього фонду в Стокгольмі.
- У 2008 році принцеса з королевою Сільвією брала участь у Третьому Всесвітньому конгресі проти сексуальної експлуатації дітей, який проходив у Бразилії.
- Від 2009 року принцеса проводила дослідження в США. У рамках проєкту вона здійснила кілька візитів до Нью-Йорка і Сан-Франциско, брала участь у семінарах та симпозіумах.

## Покровительство
Постійно опікується організаціями
- Europa Nostra[14];
- World Childhood Foundation[14];
- The My Special Day foundation[14];
- Gävleborg Shieling Association[14].

## Нагороди
- Кавалер ордену Серафимів (Швеція)[15][16][17];
  - Королівський сімейний орден Карла XVI Густава;
  - Медаль 50-річчя короля Швеції Карла XVI Густава (1996 рік)[18];
  - Пам'ятна медаль до 70-річчя короля Швеції Карла XVI Густава (30 квітня 2016 р.);
  - Медаль Рубінового ювілею короля Карла XVI Густава (15 вересня 2013 року)[19];
  - Пам'ятна медаль весілля крон-принцеси Швеції Вікторії та кронпринца Даніеля (19 червня 2010 року)[20]
- Кавалер ордену Зірки Йорданії (Йорданія, 2003 рік)[21][22];
- Кавалер Великого Хреста ордену За заслуги перед ФРН (2003 рік, Німеччина)[23];
- Великий офіцер ордену Трьох зірок (Латвія, 22 березня 2005 року)[24][25];
- Кавалер ордену Лояльності Короні Малайзії (Малайзія, 2005 рік)[26][27];
- Кавалер Великого Хреста ордену Святого Олафа (2005 рік, Норвегія)[28];
- Кавалер Великого Хреста ордену Ріо-Бранко (2007 рік, Бразилія)[29][30][31];
- Кавалер Великого Хреста ордену Адольфа Насау (квітень 2008 року, Люксембург)[32][33][34];
- Кавалер Великого Хреста ордену «за віддану службу» (2008 рік, Румунія)[35][36].